# بيتر برابروك
بيتر برابروك (بالإنجليزية: Peter_Brabrook)‏ مواليد 8 نوفمبر 1937 في غرينتش - الوفاة 10 ديسمبر 2016، كان لاعب كرة قدم إنجليزي كان يلعب في مركز الوسط. سبق له أن لعب في كأس العالم لكرة القدم مع منتخب بلاده.

## المسيرة الاحترافية

### أندية لعب لها
- تشيلسي
- وست هام يونايتد
- نادي ليتون أورينت

## روابط خارجية
- بيتر برابروك على موقع الاتحاد الدولي (مؤرشف)  (الإنجليزية)
- بيتر برابروك على موقع قاعدة بيانات كرة القدم.إي يو (الإنجليزية)
- بيتر برابروك على موقع ناشيونال فوتبول تيمز (الإنجليزية)